# Gao Wenbin
Gao Wenbin (1921-7 de septiembre de 2020) fue un historiador, traductor, académico universitario y abogado chino. Era notablemente el último miembro superviviente de la delegación china qué representó a la República de China en los Juicios de Tokio sobre los delitos de guerra japoneses durante la Segunda Guerra Mundial.

## Carrera
Obtuvo sus más altos estudios en Derecho anglosajón y se graduó de la Universidad Soochow (Suzhou) en 1945 justo después de la rendición de Japón, la cual finalmente terminó la Segunda Guerra Mundial.
Después del final de la Segunda Guerra Mundial, el Tribunal Penal Militar Internacional para el Lejano Oriente inició y el fiscal chino Xiang Zhejun planeó reclutar traductores ingleses para traducir el montón de mucha evidencia que encontró sobre acciones japonesas en China. La evidencia estaba originalmente disponible en el idioma chino. El profesor de Gao Wenbin, Liu Shifang, un renombrado abogado y académico en la Escuela de Derecho de Soochow Shanghai, quién fue también compañero de clases del fiscal chino Xiang Zhejun, recomendó a Gao Wenbin para ser el traductor para Xiang Zhejun. Wenbin fue nombrado después de pasar una prueba de traducción dirigida por Xiang Zhejun.
Fue nombrado como uno de los miembros prominentes de la delegación china en los Juicios de Tokio en 1946 debido a su fluidez técnica con las leyes anglosajonas y también por su conocimiento de expresión en ambos idiomas inglés y japonés. Fue responsable de recoger evidencia con respecto a la segunda guerra sino-japonesa. Más tarde  sirvió como secretario para Xiang apoyándolo con traducciones de documentos.
En 1952, fue arrestado por uno de los profesores de la Escuela de Derecho de Soochow quien lo denominó como "sospechoso especial" y estuvo sentenciado a un mínimo de diez años de reforma laboral. Con anterioridad a su arresto, sirvió en el Departamento de Asuntos Exteriores del Comité de Administración Naval de Shanghái.
Se unió a la Liga Democrática de China en 1985. En los años 90s, fue invitado para realizar conferencias por más de un año y medio en la Escuela de Derecho de la Universidad de Maine y en el Instituto Hastings de Derecho de la Universidad de California. También enseñó derecho marítimo y derecho internacional en la Universidad Marítima de Shanghái.

## Muerte
Falleció después de una enfermedad prolongada en el Primer Hospital del Pueblo de Shanghái a la edad de 99 años. Era la última persona viva en haber participado en los Juicios de Tokio. Con anterioridad a su muerte, vivió en un apartamento en el Dong Changzhi Road, Shanghái.